# Chaetostoma yurubiense
Chaetostoma yurubiense  es una especie de pez de la familia  de los loricáridos, del orden de los siluriformes.

## Morfología
El macho puede alcanzar hasta 5,1 cm de longitud total.

## Distribución geográfica
Se encuentra en las cuencas de los ríos Yaracuy, Urama y Aroa (Venezuela).